# Hexaglandula ariusis
Hexaglandula ariusis es una especie de acantocéfalo del género Hexaglandula, familia Polymorphidae. Fue descrita por Bilqees en 1974. Se encuentra en Eurasia.
En 1992, algunos autores consideraron a la especie como parte de Polymorphus, siendo la especie realmente Polymorphus ariusis, aunque nuevos estudios en 2008 determinaron que Hexaglandula parece ser un género separado de Polymorphus.